# Мухортов, Михаил Иванович
Михаил Иванович Мухортов (10 ноября 1926, Лычное, Тамбовская область — 28 декабря 1998, Москва) — советский спортсмен, играл в хоккей с мячом, футбол, хоккей с шайбой, нападающий. Советский и российский тренер. Мастер спорта СССР по футболу. Мастер спорта СССР по хоккею с мячом (1957).

## Биография

### Хоккей с мячом
Начал играть в 1941 в юношеской команде «Буревестник» Москва.
Играл за «Локомотив» Москва (1947/48), клубную команду ЦДКА (1950—1952), «Буревестник» (1954—1958), «Труд» Калининград МО (1958/59), «Фили» Москва (февраль — март 1967).
В чемпионате СССР провёл около 64 матчей, забил не менее 22 мячей («Буревестник» — около 50/20, «Труд» — не более 13 / не менее 1; «Фили» — 1/1).
Бронзовый призёр 1956/57. Победитель Спартакиады профсоюзов 1956. Чемпион Москвы и обладатель Кубка Москвы 1955.

### Хоккей с шайбой
Выступал за «Локомотив» Москва (1948/49), клубную команду ЦДКА (1949/50).

### Футбол
Первая команда — «Сталинец» Москва (1945). В 1946 году провёл 14 матчей за дубль «Спартака» Москва. 1947 год начинал в «Буревестнике», затем перешёл в московский «Локомотив», за который в 1948 году в чемпионате провёл 15 игр, забил 4 гола. С 1949 года — в ЦДКА; в 1949—1950 годах в чемпионате сыграл пять матчей, забил один гол. В 1952 году после расформирования ЦДСА оказался в команде города Калинина. В 1953 году за «Локомотив» провёл в чемпионате 9 игр, забил два мяча. В 1954 году перешёл в кишинёвский «Буревестник», в чемпионате в 1956—1959 годах за команду, переименованную в 1958 году в «Молдову», сыграл 63 матча, забил 12 голов. Завершал карьеру в 1959—1960 годах в «Труде» Калининград МО.
Работал старшим тренером в «Труде» (1961—1962). Снят с должности после инцидента (активные споры с судьей А. Евстигнеевым из-за удаления капитана команды Ф. Конжукова, вследствие чего матч был досрочно прекращен на 86-й минуте) в матче на кубок СССР с клубом «Спартак» (Ленинград) (состоялся 25 мая 1962 года).
Затем работал старшим тренером в «Авангарде» Коломна (1963—1964), команде мастеров по хоккею с мячом «Фили» (1965/66), «Самарканде» (1968).
На рубеже 1960-х — 1970-х работал тренером в СДЮСШОР Кунцево, тренер Фёдора Черенкова. Старший тренер «Сибиряка» Братск (1972—1973). Тренер в ДЮСШ ЦСКА. До лета 1996 — тренер в СДЮШОР Локомотив (Москва).
Скончался 28 декабря 1998 года.

### Семья
Брат Илларион (1924—2014) — спортсмен, изобретатель, педагог.